# Cultura capacha

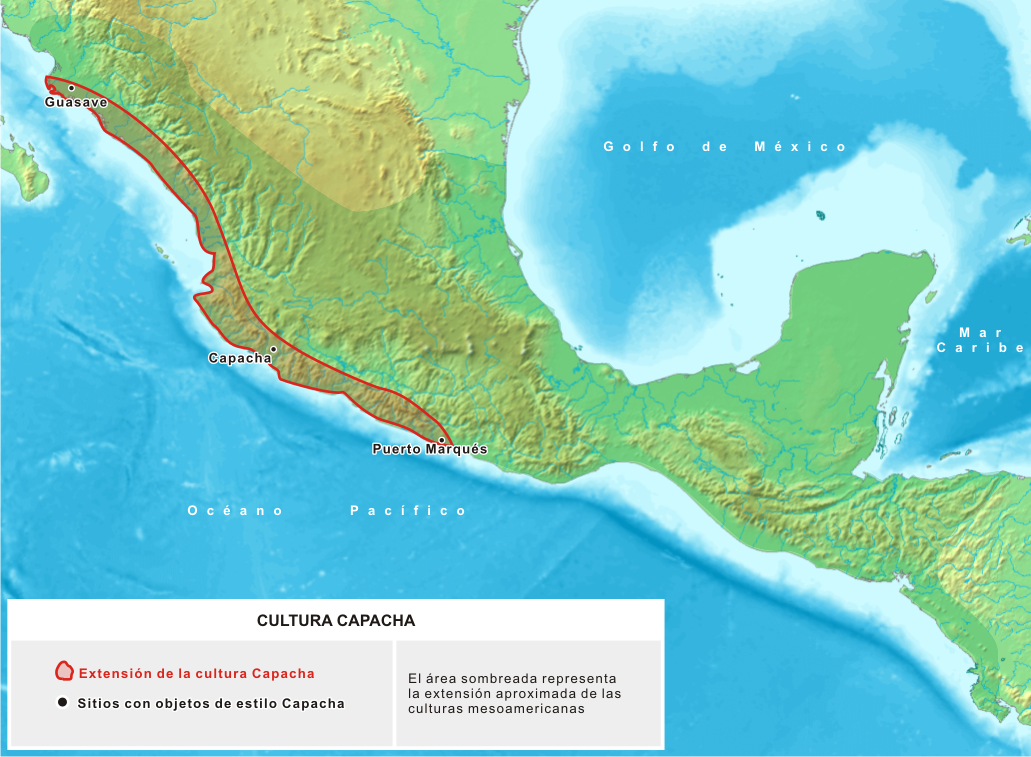
Mapa de la extensión de la cultura Capacha.

Capacha es un sitio arqueológico ubicado a unos 6 kilómetros al noreste del municipio de Colima, en el estado mexicano de Colima. Este sitio es el corazón de la antigua cultura Capacha Mesoamericana.
Los pueblos de la cultura Capacha se ubicaron entre la Sierra Madre Occidental de Jalisco y el valle de Colima. Varios sitios de la región tienen relaciones con Capacha, como el sitio Embocadero II (800 a. C.) en el valle de Mascota, que tiene antecedentes con la tradición de las tumbas de tiro. También se encuentran evidencias de artículos de piedra verde, cuentas cilíndricas de Jadeíta y posiblemente Amazonita, así como fragmentos de Turquesa.
Se sabe que existieron estrechas relaciones entre Capacha y El Opeño, por la relación cerámica existente entre los tipos rojo zonal y rojo oscuro/beige, así como por similitudes entre los tipos de figurillas de ambos complejos.
Esta información es corroborada por figurillas estilo Opeño y cerámica tipo Capacha encontradas en la zona de Tuxpan-Tamazula-Zapotlán; así como en otros lugares de Jalisco, donde se encontraron tumbas de tiro similares a El Opeño y vasijas cerámicas similares a Capacha.
Además, la cultura Capacha tuvo algún tipo de contacto con culturas del centro de México, por ejemplo Tlatilco, entre 1300 y 900 a. C., que probablemente tuvieron un mayor nivel de desarrollo en ese momento. 
En su momento, Beatriz Braniff y otros investigadores señalaron la presencia de un «tertium quid» en el centro de México diferenciado de las tradiciones olmecas y del centro de México, cuyo origen era la región occidental.

## Trasfondo

### Origen de la cultura
Los arqueólogos reconocen el origen de Mesoamérica en una «cultura madre» representada por el estilo y la cultura olmeca. Pero en la región occidental no se ha encontrado hasta la fecha nada que pueda identificarse como tal. De hecho, no hay evidencia ni siquiera de Teotihuacán (influencia mesoamericana central del período Clásico).
Es claro que las culturas de Colima y de otras regiones occidentales tenían personalidad propia. Las expresiones artísticas colimenses en las ofrendas cerámicas en «tumbas de tiro» reflejan una sociedad más «cómoda», libre, igualitaria, con rasgos familiares y domésticos, totalmente diferente a las expresiones artísticas de otras sociedades. El detalle y la calidad artística de las esculturas de mujeres, hombres, perros, loros, murciélagos, serpientes, etc., evidencian que los artistas observaron cuidadosamente esos elementos cotidianos.
Excavaciones recientes en Colima y Michoacán nos permiten reconocer al menos dos raíces, tan antiguas como las olmecas. Se trata de Capacha y El Opeño. Capacha, antes del 1500 a. C. tuvo entierros que incluyen hermosos «bules» y jarrones de cerámica con mango en «estribo», ciertos tipos de figurillas y metates.

### Descubrimiento
Fue descubierta y estudiada por Isabel Truesdell Kelly, arqueóloga estadounidense que realizó excavaciones en la zona de Colima en 1939. Las similitudes entre piezas de esta cultura y la cerámica contemporánea en la región de Ecuador sugieren que hubo algunos vínculos entre las primeras culturas occidentales mesoamericanas y las de los Andes.

## Cultura Capacha
Con este nombre se conoce al sitio arqueológico de Capacha en Colima. Fue el primero de características complejas y desarrollado en la región, aproximadamente entre 2000 y 1200 a. C.
Capacha fue contemporáneo de otros importantes desarrollos culturales regionales, como El Opeño, Michoacán, y la primera fase Tlatilco en el valle de México. La distribución geográfica de las piezas cerámicas de Capacha abarca la costa del Pacífico, entre los estados de Sinaloa al norte y Guerrero al sur. Particularmente importantes son los entierros descubiertos por Gordon F. Ekholm en Guasave, Sinaloa.

### Etapas Culturales
El desarrollo cultural de esta zona se ha dividido en siete fases, denominadas según los sitios donde se realizaron los hallazgos;
- Fase Capacha
- Fase Ortices
- Fase Comala
- Fase Colima
- Fase Armería
- Fase Chanal y
- Fase Periquillos.

### Cronología de las culturas
| Periodo                                                             | Del año    | Del año    | al año     | Descripción |
| ------------------------------------------------------------------- | ---------- | ---------- | ---------- | --- |
| Preclásico temprano                                                 | 2500 a. C. | 2500 a. C. | 1200 a. C. | Preclásico temprano |
| Fase Capacha                                                        | 1500 a. C. | 1500 a. C. | 1000 a. C. | La cerámica estaba asociada a los ritos funerarios. Las formas características de la cerámica eran el guaje o el bule.                                                                                                |
| Preclásico medio                                                    | 1200 a. C. | 1200 a. C. | 400 a. C.  | Preclásico medio |
| Face Ortices                                                        | 500 a. C.  | 500 a. C.  | 500 a. C.  | Se desarrollan las tumbas de tiro, cámaras funerarias bajo tierra, con recipientes antropomorfos o zoomorfos |
| Preclásico tardío                                                   | 400 a. C.  | 400 a. C.  | 200 d. C.  | Continúa la fase Ortices y comienza la fase Comala |
| Clásico temprano                                                    | 200 d. C.  | 200 d. C.  | 600 d. C.  | Clásico temprano |
| Fase Comala                                                         | 100 d. C.  | 100 d. C.  | 700 d. C.  | Continuó la tradición de las tumbas de tiro. La cerámica alcanzó su máximo desarrollo estético, con bellas piezas |
| Fase Colima                                                         | 400 d. C.  | 400 d. C.  | 600 d. C.  | Desaparición gradual de la tradición de las tumbas de tiro y aparición de ciudades planificadas, con plazas y túmulos. Fabricación de figuras de piedra. La cerámica deja de ser refinada y se vuelve más utilitaria. |
| Clásico tardío                                                      | 600 d. C.  | 600 d. C.  | 900 d. C.  | De este periodo hay influencia de los cánones mesoamericanos |
| Fase Armería                                                        | 500 d. C.  | 500 d. C.  | 1000 d. C. | La cerámica es geométrica con decoración sencilla y lineal |
| Posclásico temprano                                                 | 900 d. C.  | 900 d. C.  | 1200 d. C. | Posclásico temprano |
| Fase Chanal                                                         | 600 d. C.  | 600 d. C.  | 1500 d. C. | Aparecen ciudades como El Chanal, similares a las del altiplano, que integran elementos de piedra con representaciones de dioses. Las figuras de cerámica se solidifican y se fabrican artefactos de metal            |
| Posclásico tardío                                                   | 1200 d. C. | 1200 d. C. | 1521 d. C. | Posclásico tardío |
| Fase Periquillos                                                    | 1000 d. C. | 1000 d. C. | 1500 d. C. | Tres señoríos tienen el control militar y comercial: Alimán, Colimán y Cihuatlán-Tepetitango. La cerámica es tosca con rasgos más estilizados y apariencia primitiva.                                                 |
| Fuente: Cano, Olga, Colima and its treasures, Arqueología Mexicana. |            |            |            | |

La Cultura Capacha incluye nueve sitios identificados en la mitad oriental del estado de Colima. Se han descubierto elementos arqueológicos de esta tradición en los estados de Nayarit, Jalisco, Sinaloa, Guerrero, Morelos, Michoacán y México.
Entre estos sitios se encuentran los siguientes:

### El Opeño
El Opeño es un yacimiento arqueológico ubicado en el municipio de Jacona, en el Valle de Zamora, en el estado de Michoacán. Es un sitio prehispánico, conocido principalmente por el material cerámico encontrado en los complejos funerarios del sitio, los cuales han sido datados en el período mesoamericano preclásico tardío. La importancia de este yacimiento en la arqueología mesoamericana se debe a su antigüedad y a la amplia difusión de su estilo, contemporáneo a otros desarrollos de la cultura nativa como la cultura Capacha y anteriores a los de Chupícuaro. Las tumbas de El Opeño son las más antiguas de Mesoamérica. Datan de entre el 1600 a. C. y el 1200 a. C., por lo que son anteriores al desarrollo de la cultura olmeca, con centros principales en la costa del Golfo de México y que floreció algunos siglos después. Todas las tumbas miran hacia el poniente, pues es por occidente por donde muere el sol.

### La Campana
La Campana es un sitio arqueológico ubicado a pocos kilómetros de Capacha, incluido en la lista del patrimonio arqueológico mexicano desde 1917. Está ubicado en las cercanías de la ciudad de Colima. Este sitio fue el centro de población prehispánico más grande del occidente de México. Los estudios de sitio indican que algunas de sus características están relacionadas con la cultura teotihuacana del período clásico.

### Complejo Los Ortices
Los arqueólogos asignan un período entre el 300 a. C. y el 300 d. C.; se localiza al suroeste de Colima, en las cercanías del poblado de Los Ortices. Este asentamiento indígena fue más evolucionado que el sitio de Capacha, producían cerámicas más finas, también realizaban esculturas en piedra y enterraban a sus muertos en tumbas de tiro, muy características de la región. 

### Complejo Armería y Colima
Ubicados cronológicamente entre los años 600 y 1100 d. C., en una zona al oriente de la ciudad de Colima, en el barrio El Moralete. Este grupo nativo desarrolló artesanías con rasgos algo más primitivos que los demás. Desarrolló una menor variedad de cerámica y construyó tumbas de tiro más toscas. 

### Complejo El Chanal
El sitio El Chanal desarrolló el estilo más representativo de la región, asentado en la comunidad El Chanal. A mediados del siglo XX se encontró una pirámide escalonada; a principios de los años 1990 se descubrieron explanadas, templos, plazas y un juego de pelota: testimonios arquitectónicos de una cultura que había alcanzado un alto grado de evolución. Para 1520, este complejo ya había desaparecido y sólo quedaban en la zona algunos pueblos originarios, aparentemente sometidos a otra ciudad más poderosa, Tecomán. 

## Aspectos importantes
Este importante sitio y su desarrollo cultural permitieron generar varios aspectos importantes de la civilización, entre los que se encuentran los siguientes:
- Tradición cerámica capacha
- Tradición de la tumba de tiro
- Evidencias de relación con Sudamérica.

### Cerámica Capacha

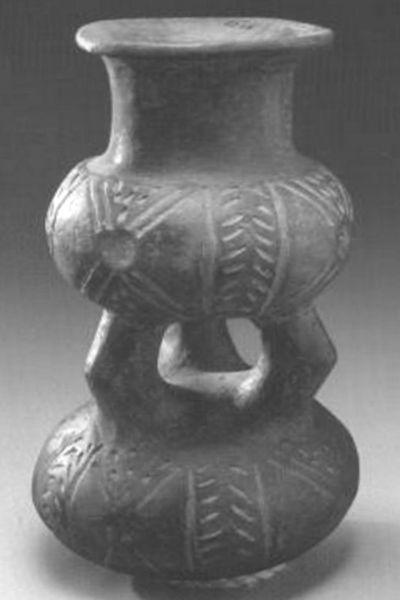
Vasija de la cultura Capacha.

Los análisis de muestras de cerámica encontradas en varios sitios del estado de Colima, San Blas, Ixtapa y Tomatlán (Jalisco) mediante termoluminiscencia y carbono 14 han proporcionado fechas entre 1320 y 220 a. C.
La originalidad cerámica capacha se basa en dos tipos específicos:
- Grandes vasijas de cerámica, con forma de dos jarrones globulares apilados, uno sobre el otro. Se denominan Bule.[15]
- Cerámica que consta de dos vasos globulares superpuestos, conectados entre sí por dos o tres tubos. Esta forma de cerámica se asemeja a la tradición cerámica sudamericana con mango de «estribo».

### Tumbas de tiro
La cerámica de las culturas colimenses fue depositada principalmente como ofrenda en tumbas de tiro.
Una de las características más representativas de la cultura son las tumbas de tiro, cámaras funerarias con acceso a través de un tiro o pozo, de ahí su nombre.
La construcción normalmente se hacía excavando sobre tepetate, con una profundidad que variaba dependiendo de la dureza del suelo; a veces con escalones o un conducto circular vertical, de 1.20 a 1.40 m de diámetro, para llegar a una, dos o tres pequeñas cámaras, parecidas a un horno de panadero, donde se depositaban las ofrendas junto al difunto.
Las ofrendas podrían incluir cerámicas con diferentes motivos; hombres o mujeres en alguna actividad, y testimonios de su tipo de vida (ej. cazadores, músicos, agricultores con sus pertenencias y vestimenta). También podría incluir artículos u ornamentos de uso cotidiano, o su nahual. Su nahual representaba un compañero de viaje al inframundo: el Dios de la muerte que guía el alma a través de los nueve torrentes que separan al difunto del cielo.
Al finalizar la ceremonia fúnebre, las tumbas eran selladas con losas de piedra o metates y el pozo se llenaba con tierra. Este tipo de cámaras funerarias aparecieron durante el Preclásico medio y el Clásico temprano; además del occidente de México, estos también se encuentran en Colombia.
La desaparición de esta tradición funeraria estableció un cambio en el culto a las deidades, esto probablemente condujo a la construcción de centros ceremoniales y plazas, como resultado de la llegada de migrantes provenientes de grupos del altiplano. Esto se considera, pues a partir de la fase Armería (500-1000 d. C.) cambiaron las características cerámicas y aparecieron construcciones defensivas y representaciones de dioses altiplánicos, como Tláloc y Huehuetéotl. Durante la fase Chanal (600-1500 d. C.) se construyeron ciudades como El Chanal y La Campana, con plazas, plataformas y pirámides construidas con piedras, aspecto característico de la arquitectura de la zona.

### Sudamérica
Existen similitudes entre el occidente de México y América del Sur, incluida la construcción de tumbas de tiro en regiones de ambos lugares. Estudios han encontrado elementos comunes con países tan lejanos como Colombia, Ecuador y Perú; se infiere que hubo algún tipo de contacto quizás por navegación oceánica. Se encontraron evidencias en la Playa Tesoro (200-700 d. C.), en la costa de Colima.
Sobre el nahual incluido en las tumbas, varias formas de animales son muy similares a las de la cultura Mochica en Perú.
Otros establecieron vínculos con la cultura Machalilla en Ecuador.
Según Isabel Kelly, prácticamente todas las características definitorias de Capacha también se encuentran en conjuntos de cerámica del norte de América del Sur.